# Hermiona
Hermiona é um gênero de traça pertencente à família Agonoxenidae.